# Miss Universo 1973
Miss Universo 1973 foi a 22.ª edição do concurso Miss Universo, realizada em 21 de julho de 1973 no Odeão de Herodes Ático, em Atenas, na Grécia. Candidatas de 61 países e territórios competiram pelo título. No final do evento, a Miss Universo 1972, Kerry Anne Wells, da Austrália coroou a filipina Margarita Moran como sua sucessora. Esta foi a primeira vez que o concurso foi realizado na Europa e a única até hoje a ser realizada ao ar livre.
Segundo Chryssanthos Dimitriadis, o organizador do evento, "A Grécia é o lugar onde a deusa Afrodite, também conhecida como Vênus, venceu o primeiro concurso de beleza do mundo e tem permanecido eternamente como o símbolo da beleza feminina. Não poderia haver cenário melhor para comemorarmos os vinte e dois anos do concurso". Esta edição, a primeira transmitida para os Estados Unidos em videotape com sete horas de diferença, é considerada uma das melhores organizações da historia do Miss Universo até hoje, além de ser a única com um cenário e um palco naturais.

## Evento
Num concurso sem surpresas, as doze finalistas foram Estados Unidos, Líbano, Brasil, Japão, Noruega, Índia, Espanha, Grécia, Colômbia, Israel, Argentina e Filipinas, que também ganhou o prêmio de Miss Fotogenia.
O Líbano, terra natal de Georgina Rizk, Miss Universo 1971, que não tinha enviado representante para a edição de 1972 - nem permitido a presença de sua Miss Universo - em Porto Rico, temendo um atentado político, enviou à Grécia Marcelle Herro, considerada em sua terra como "a mulher com os olhos mais bonitos do mundo". Tragicamente, ela viria a falecer de um câncer durante o período da Guerra Civil Libanesa anos mais tarde.
No Top 5, Miss Noruega, a favorita do público, ficou com o terceiro lugar, os EUA em segundo e Margarita Moran tornou-se a segunda filipina a conquistar o título, depois de Gloria Diaz, em 1969. Um dos jurados, o toureiro El Cordobés, que não tinha Moran entre suas favoritas a passou para primeiro lugar depois de ouvi-la falando em espanhol fluentemente, o que provavelmente decidiu sua vitória.

## Resultados
| Colocação          | Candidata |
| ------------------ | --- |
| Miss Universo 1973 | - Filipinas — Margarita Moran |
| 2.ª colocada       | - Estados Unidos — Amanda Jones |
| 3.ª colocada       | - Noruega — Aina Walle |
| 4.ª colocada       | - Espanha — María del Rocío Madrigal |
| 5.ª colocada       | - Israel — Limor Schreibman |
| Top 12             | - Argentina — Susana Romero - Brasil — Sandra Mara Ferreira - Colômbia — Ana Lucía Correa - Grécia — Sicta Papadaki - Índia — Farzana Habib - Japão — Miyoko Sometani - Líbano — Marcelle Herro |

### Prêmios especiais

#### Miss Simpatia
- Vencedora:  Chile — Jeanette Robertson.

#### Miss Fotogenia
- Vencedora:  Filipinas — Margarita Moran.

#### Melhor Traje Típico
- Vencedora:  Espanha — María del Rocío Martín.

## Jurados
- Apasra Hongsakula – Miss Universo 1965[3]
- Jean-Pierre Aumont – ator francês
- Lynn Redgrave – atriz britânica
- Ginger Rogers – atriz norte-americana
- Walt Frazier – jogador de basquete
- Manuel Benítez Pérez, El Cordobés – toureiro espanhol
- Horst Buchholz – ator alemão
- Edilson Cid Varela – jornalista brasileiro superintendente dos Diários Associados
- Herakles Mathiopoulos – empresário grego
- Hanae Mori – estilista japonesa
- Earl Wilson – jornalista e colunista

## Candidatas
Em negrito, a candidata eleita Miss Universo 1973. Em itálico, as semifinalistas.
| - Alemanha - Dagmar-Gabrielle Winkler - Argentina - Susana Romero (SF) - Aruba - Monica Oduber - Austrália - Susan Mainwaring - Áustria - Roswitha Kobald - Bélgica - Christiane Devisch - Bermudas - Judy Richards - Bolívia - Roxana Harb - Brasil - Sandra Mara Ferreira (SF) - Canadá - Deborah Ducharme - Chile - Jeanette Robertson (MS) - Chipre - Johanna Melaniodos - Cingapura - Debra Josephine de Souza - Colômbia - Ana Correa (SF) - Coreia do Sul - Kim Youngjoo - Costa Rica - María Badilla - Curaçao - Ingerborg Zielinski - Dinamarca - Anette Grankvist - El Salvador - Gloria Romero - Escócia - Caroline Meade - Espanha - María del Rocío Madrigal (4°, TT) - Estados Unidos - Amanda Jones (2°) - Filipinas - Margarita Moran (1°, MF) - Finlândia - Raija Stark - França - Nadia Krumacker - Grécia - Sicta Vana Papadaki (SF) - Guam - Beatrice Benito - Holanda - Monique Borgeld - Honduras - Nelly Marmol - Hong Kong - Elaine Wing-Yin - Ilhas Virgens - Cindy Richards | - Índia - Farzana Habib (SF) - Inglaterra - Veronica Ann Cross - Irlanda - Pauline Fitzsimons - Israel - Limor Schreibman (5°) - Itália - Antonella Barci - Jamaica - Reta Faye Chambers - Japão - Miyoko Sometani (SF) - Líbano - Marcelle Herro (SF) - Luxemburgo - Lydia Maes - Malásia - Margaret Loo Tai-Tai - Malta - Marthese Vigar - México - Rossana Moreno - Nicarágua - Ana Cecilia Lanzas - Noruega - Aina Walle (3°) - Nova Zelândia - Pamela King - País de Gales - Deirdre Greenland - Panamá - Jeanine Lizuaín - Paraguai - Teresita Cano - Porto Rico - Gladys Díaz - Portugal - Carla Barros - República Dominicana - Lili González - Sri Lanka - Shiranthi Wickremesinghe - Suécia - Monica Sundin - Suíça - Barbara Schöttli - Suriname - Yvonne Ma Ajong - Tailândia - Kanok-orn Boonma - Trinidad e Tobago - Camella King - Turquia - Yildiz Arhan - Uruguai - Yolanda Ferrari - Venezuela - Desirée Rolando |

- Por causa do Massacre nos Jogos Olímpicos de Munique no ano anterior, Miss Israel,  Limor Schriebman, recebeu segurança pessoal 24 horas por dia durante sua permanência em Atenas, mesmo durante todas as atividades referentes ao concurso como as preliminares, incluindo guarda-costas dormindo em quartos ao lado do seu no hotel.[5]